# Rue Keufer
La rue Keufer est une voie située dans le quartier de la Maison-Blanche du 13e arrondissement de Paris, en France.

## Situation et accès
Le 2 novembre 2021, le 3 ème étage du 6 rue Keufer prend feu.

## Origine du nom
Elle porte le nom du syndicaliste Auguste Keufer (1851-1924).

## Historique
La voie est ouverte par l'office des Habitations à bon marché (HBM) de la ville de Paris, et prend sa dénomination actuelle en 1935 sur l'emplacement du bastion no 86 de l'enceinte de Thiers.

## Bâtiments remarquables et lieux de mémoire
- Le jardin du Monument-aux-Mères-Françaises et le parc Kellermann auquel elle constitue un accès.